# Pisulia pinheyi
Pisulia pinheyi är en nattsländeart som beskrevs av Douglas E. Kimmins 1957. Pisulia pinheyi ingår i släktet Pisulia och familjen Pisuliidae. Inga underarter finns listade i Catalogue of Life.